# 自願優化班級結構計劃
自願優化班級結構計劃（英語：Voluntary Optimisation of Class Structure Scheme，俗稱縮班），是香港教育統籌委員會於2010年提出的改革措施，旨在紓緩部分中學收生不足而被殺校的壓力及改善教學質素。自政策推行後，坊間都對此有保留。尤其是教育局有意計劃將由原本供學校自由調配的「生涯規劃撥款」及「高中課程支援津貼」兩項現金津貼改作聘請常額教師，以解決超額教師的問題。參與計劃的學校要被迫大幅裁減現有的合約教師及助教。

## 緣由
2005至2006年，教育局雖然曾推行個別縮班計劃，計劃卻不被重視。基於適齡學童的人數下降，統計處就近年的學生人數作了推算。當中入讀中一的學生數目將於2010年起開始持續大幅下跌。由2009年的75400人下降至2016年的53900人（減少25%）。統計處指下降趨勢要在2016年後才緩和。教育局因未能完全肯定內地「雙非」孕婦來香港分娩會否有助緩和下跌趨勢，於是在2010年3月25日宣佈推行自願優化班級結構計劃。

## 內容
自願優化班級結構計劃是自願性參與的計劃，由2011至2012學年起開始。參加的中學可以向教育局提交申請。而事前必須充分諮詢有關持分者及取得校董會或學校法團校董會的同意。此外，為讓參與學校有較充裕的時間安排人手交替，並使到教師有較穩定的工作環境，前教育局局長孫明揚表示學校有五年過渡期去保留本為編制內的教師。過渡期不包括在2011至2012年度舊制中七及新高中課程畢業的兩批學生。同時，該學年按班計算的人手現金津貼會被扣減。然而參與學校每年可獲得25萬元的額外津貼作推行新高中課程的用途。據教育局指出，自願優化班級結構計劃為學校提供一個較穩定的環境，且能促進持續發展，使新高中學制可順利推行。

## 政策優劣
| 優劣 | 項目                                                     |
| 優   | 提升教學質素                                             |
| 優   | 騰出更多教學空間以配合新高中課程實施                     |
| 優   | 提供多元化的科目選擇                                     |
| 劣   | 缺乏支持；殺校重災區中較受家長歡迎的學校不肯減班         |
| 劣   | 殺校問題尚未解決                                         |
| 劣   | 減班不等於學生流向弱勢學校                               |
| 劣   | 超額教師仍需被削減                                       |
| 劣   | 加劇名校標籤效應                                         |
| 劣   | 影響直屬中學收生；小六學生未能被本來有固定班別的中學取錄 |

## 成效
- 前教育界立法會議員張文光認為，自願減班成效不大因為普遍受歡迎的學校不願意減班，而其他能夠開辦五班中一的中學都會自抬身價，不肯減班。目的在於顯示名校身份。所以最終可以達到紓緩縮班的作用不大。[8]
- 鑑於通識教育不是「專科專教」，所以通識科合約教師被裁的機會大大增加。香港教育專業人員協會教育研究部主任張銳輝認為，教育局推行新高中課程及增設通識教育科初期向每所資助中學發放為期2年、共32萬元的「通識教育科課程支援津貼」，以協助增聘人手。不過因為撥款現在已經耗盡，而學校需要按「自願優化班級結構」計劃減少班級數目，最終令通識合約教師被裁的情況加劇。[9]